# Yousef Sweid
Yousef Sweid (Haifa, 22 juni 1976) is een Israëlische acteur. 

## Biografie
Sweid werd als kind van Arabische christenen geboren in de Israëlische stad Haifa. Zijn toneelopleiding volgde hij aan de Universiteit van Tel Aviv. Daarna was hij actief bij het in Jaffa gevestigde Al Saraya Theater. Sinds 2004 is Sweid ook werkzaam als acteur voor televisie en film. Zijn eerste rol in die hoedanigheid had hij als Rafik in de film Walk on Water.
In 2009 kreeg Sweid een zoon met theaterregisseuse Yael Ronen, met wie hij tot 2015 getrouwd was. Sinds 2013 woont Sweid in Berlijn, omdat zijn toenmalige vrouw daar werk kreeg. In de Duitse hoofdstad trad de acteur onder meer op met het theatergezelschap van Schaubühne am Lehniner Platz. In 2018 trouwde Sweid met de Israëlische presentatrice Adi Shilon. Met haar kreeg hij in 2019 een kind.

## Filmografie (selectie)
| Jaar      | Titel             | Rol                     | Type productie           | Opmerkingen     |
| --------- | ----------------- | ----------------------- | ------------------------ | --------------- |
| 2004      | Walk on Water     | Rafik                   | Film                     |                 |
| 2006      | The Bubble        | Ashraf                  | Film                     |                 |
| 2009      | Ágora             | Petrus                  | Film                     |                 |
| 2011      | Homeland          | Hasan Ibrahim           | Televisieserie           | 1 aflevering    |
| 2012      | Hatufim           | Abdallah                | Televisieserie           | 3 afleveringen  |
| 2013      | Omar              | Martelaar               | Film                     |                 |
| 2015      | American Odyssey  | Shakir Khan             | Televisieserie           | 7 afleveringen  |
| 2015      | The Writer        | Kateb                   | Televisieserie           | 10 afleveringen |
| 2016      | Game of Thrones   | Ash                     | Televisieserie           | 1 aflevering    |
| 2017      | American Assassin | Khaled                  | Film                     |                 |
| 2018      | Tel Aviv on Fire  | Generaal Yehuda Edelman | Film                     |                 |
| 2018-2019 | Kfulim            | Amir Cohen              | Televisieserie           | 9 afleveringen  |
| 2019      | Counterpart       | Nomi's man              | Televisieserie           | 1 aflevering    |
| 2019      | The Spy           | George Seif             | Televisieserie (Netflix) | 4 afleveringen  |
| 2020      | Baghdad Central   | Mosuli / Salim al Nasir | Televisieserie           | 5 afleveringen  |
| 2020      | Unorthodox        | Karim Nuri              | Televisieserie (Netflix) | 3 afleveringen  |
| 2022      | Munich Games      | Oren Simon              | Televisieserie           | 6 afleveringen  |
| 2023      | Totenfrau         | Reza Shadid             | Televisieserie (Netflix) | 6 afleveringen  |